# Музыкальная шкатулка (Смайлик)
«Музыкальная шкатулка» 2 серия мультсериала «Смайлик».

## Создатели
- Сценарист: Олег Кузовков
- Режиссёр: Олег Кузовков
- Художник-постановщик: Илья Трусов
- Художник по персонажам: Марина Нефёдова
- Ведущий аниматор: Марина Нефёдова
- Аниматоры: Сергей Луценко, Сергей Смирнов, Арсен Хачатурян, Павел Барков
- Композитор: Василий Богатырёв
- Звукорежиссёр: Борис Кутневич
- Актёры: Понго Медведев, Павел Барков, Роман Зеонубдов, Давид Сергеевич, Вадим Смайликов
- Текст читает: Игорь Волк
- 2D моделирование: Андрей Лопатин
- Художники: Елена Зацепина, Юлия Ивашкина, Татьяна Шлома
- Рендер: Павел Ледин, Алексей Михалко
- Композитинг: Марат Кедров, Роман Бабанов
- Автор идеи и руководитель проекта: Олег Кузовков
- Продюсеры: Андрей Добрунов, Олег Кузовков
- Директор картины: Дмитрий Ловейко
- Фильм снят при участии компании «Аэроплан Студия»
  - Супервайзеры серии: Алексей Науменков, Михаил Бажуткин
  - Программирование и техническая поддержка: Михаил Бажуткин, Игорь Скляр
  - 2D моделирование: Игорь Скляр, Алексей Науменков, Игорь Теславский, Юлия Полякова, Сергей Смирнов, Павел Барков, Арсен Хачатурян, Сергей Луценко, Михаил Бажуткин
  - Освещение и визуализация: Михаил Бажуткин, Игорь Теславский, Юлия Полякова, Алексей Науменков, Игорь Скляр
  - Анимация: Сергей Луценко, Сергей Смирнов, Арсен Хачатурян, Павел Барков
  - Художники по текстурам: Галина Милованова, Игорь Теславский

## Факты
Эта серия была создана студией «Смайл Продакшн» совместно со студией «Аэроплан».